# Wardance
«Wardance» (рус. Танец войны) — песня английской пост-панк-группы Killing Joke. Она была выпущена в феврале 1980 года лейблом Malicious Damage в качестве первого сингла группы. Песня была перезаписана для их одноименного дебютного альбома. Эта песня была исполнена на большинстве их концертов.
Сингл не попал в чарты Великобритании, но достиг 50-го места в американском чарте синглов Billboard Dance Music/Club Play.

## Кавер-версии
В 1993 году группа Econoline Crush записали кавер на песню «Pssyche» для своего мини-альбома Purge, а в 2004 году Nouvelle Vague записали кавер, который вошёл в их одноимённый дебютный альбом. В 2001 году японская группа The Mad Capsule Markets записали кавер на песню «Wardance» на своём альбоме 010.

## Список композиций
Все тексты написаны Джезом Коулманмо и Полом Фергюсоном, вся музыка написана группой Killing Joke (Дж. Коулман, Джорди Уокер, Youth, Пол Фергюсон).
| №  | Название   | Длительность |
| -- | ---------- | ------------ |
| 1. | «Wardance» | 3:40         |

| №                   | Название            | Длительность |
| ------------------- | ------------------- | ------------ |
| 2.                  | «Pssyche»           | 5:02         |
| Общая длительность: | Общая длительность: | 8:42         |

## Участники записи
| Killing Joke - Джез Коулман — вокал, синтезатор - Кевин «Джорди» Уокер — гитара - Мартин «Youth» Гловер — бас-гитара - Пол Фергюсон — бэк-вокал, барабаны | Производственный персонал - Killing Joke — продюсеры - Фил Хардинг — звукорежиссёр, сведение (не указан в буклете) - Майк Коулз — художественное оформление (не указан в буклете) - Дон Маккаллин — фотограф (не указан в буклете) |

## Чарты
| Год  | Чарт                                 | Высшая позиция |
| ---- | ------------------------------------ | -------------- |
| 1980 | США (Billboard Hot Dance Club Songs) | 50             |